# Confederación Latinoamericana y Caribeña de Religiosos
La Confederación Latinoamericana y Caribeña de Religiosas/os (CLAR) es un organismo internacional de derecho pontificio o arzobispado de la iglesia católica. Fue erigido por la Santa Sede el 2 de marzo de 1959. Se realizan reuniones o conferencias de todos los religiosos procedentes de diferentes países de América Latina, esto mediante una congregación para institutos denominados como de Vida Consagrada y Sociedades de Vida Apostólica (CIVCSVA).
La CLAR tiene como objetivo principal, en la animación y coordinación de las conferencias nacionales superiores, en diferentes países latinoamericanos y el Caribe, lo cual se encuentra presente en 22 naciones. Como también el de impulsar un proceso de revitalización de las nuevas generaciones de la Vida Religiosa en América Latina y el Caribe, esto mediante experiencias culturales y carismáticas sobre las líneas de procesos formativos de misioneros.
Dentro de la CLAR, existe también una Asamblea General, que es el órgano supremo del organismo. Lo cual forman parte de ella los integrantes de la Junta Directiva y delegados por cada una de las Conferencias Nacionales que representan a los religiosos presbíteros. En su Asamblea General, se reúnen cada tres años con el fin de evaluar y proyectar las acciones emprendidas por la CLAR y elegir a la nueva Presidencia, además de otras atribuciones que le corresponde según los estatutos del organismo. 

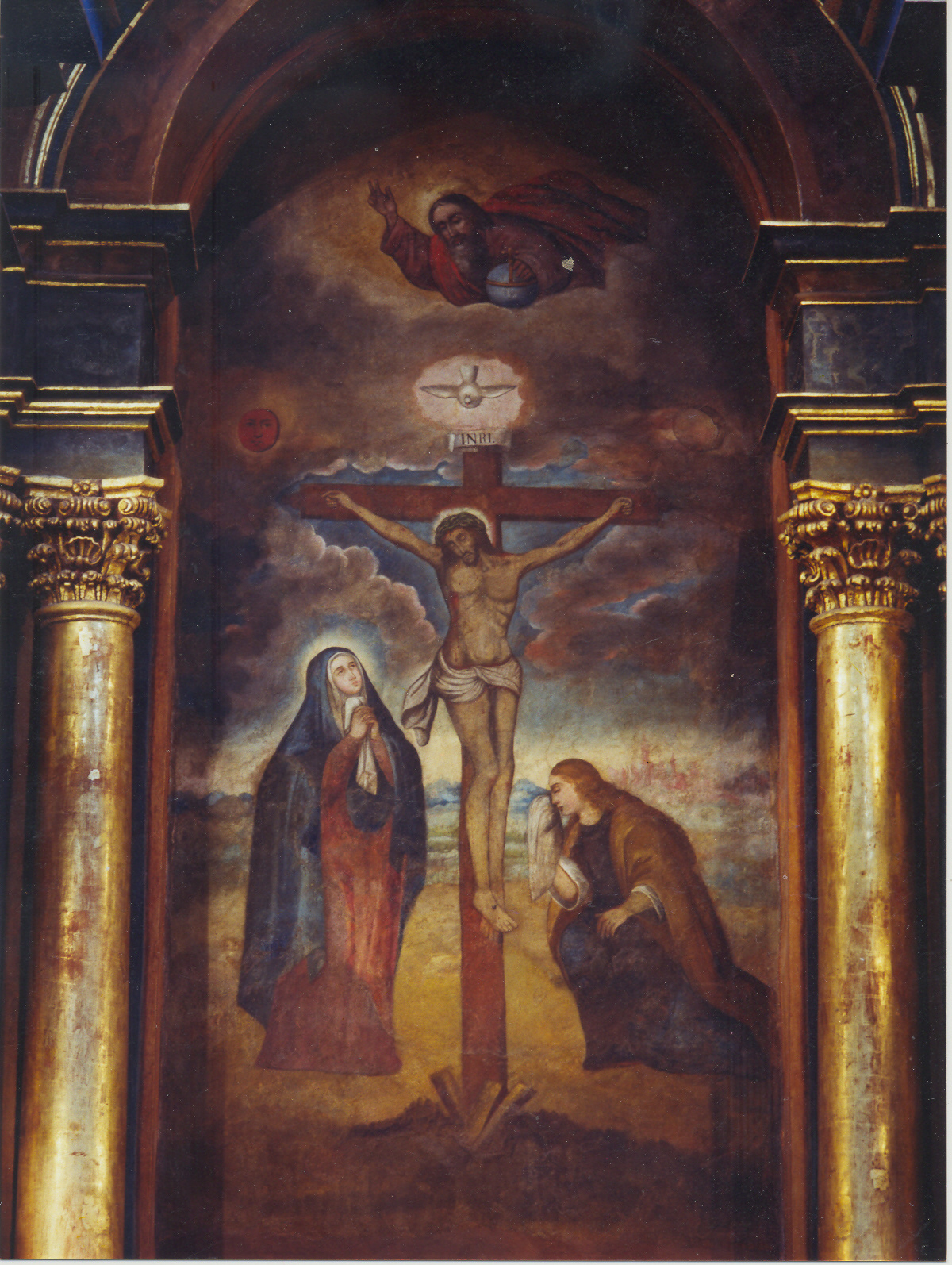
Mural del Señor de los Milagros pintado en el Santuario de Las Nazarenas, (Lima, Perú). Una de las obras religiosas, más destacadas en Latinoamérica.

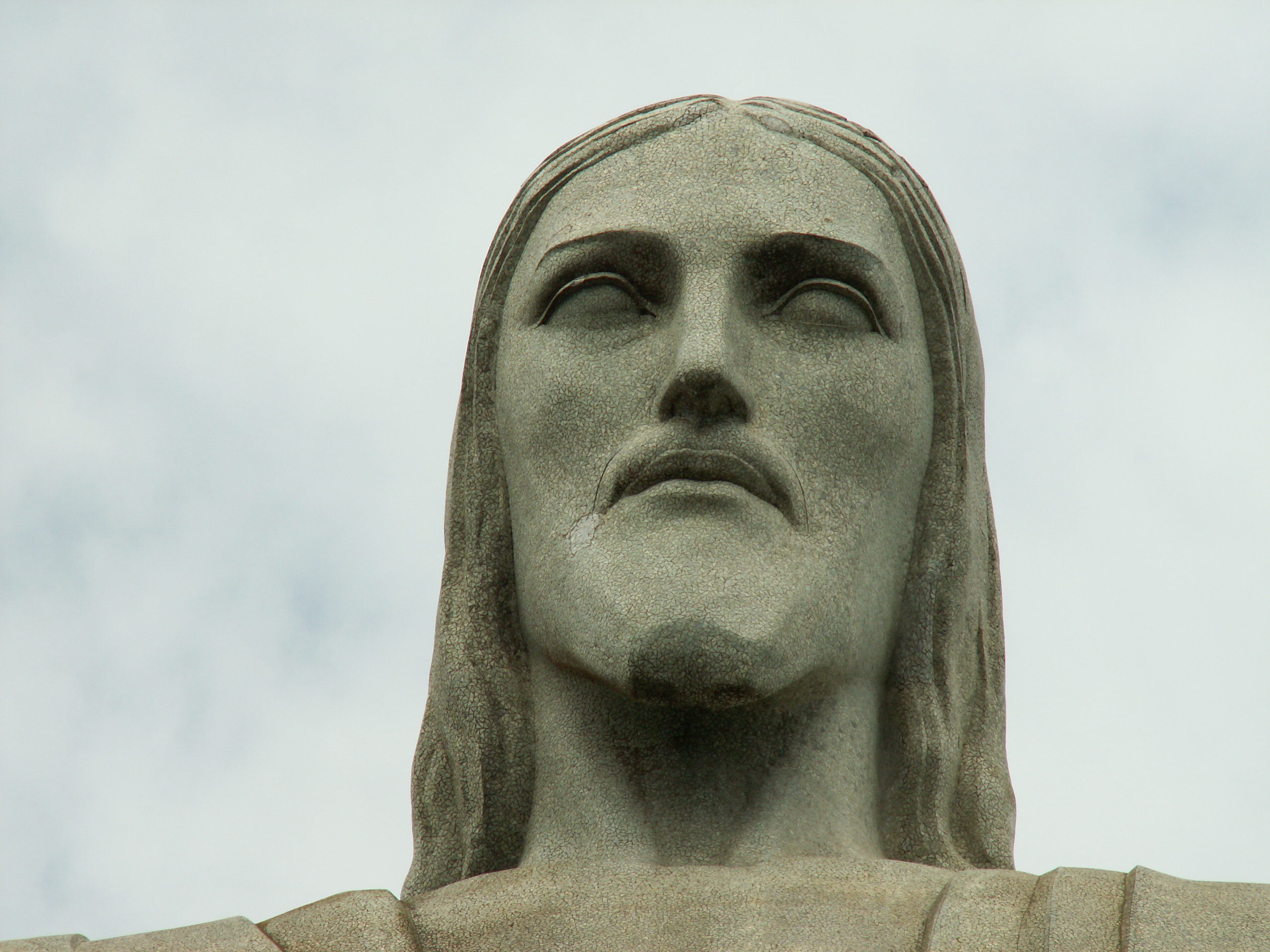
Rostro de la estatua del Cristo Redentor o Cristo de Corcovado en Río de Janeiro, Brasil. Una de las esculturas religiosas, más destacadas en Latinoamérica.

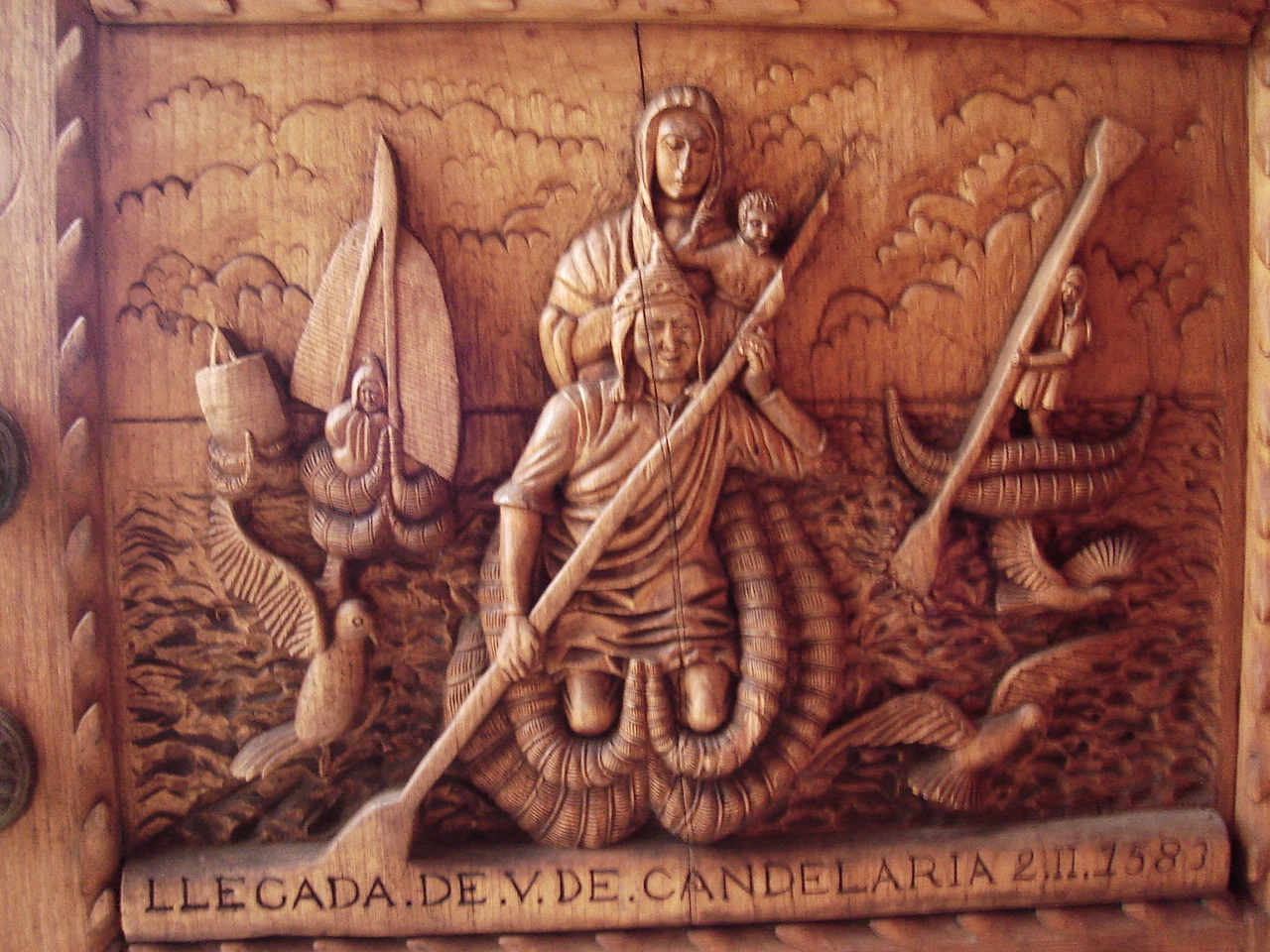
Virgen de Copacabana en Copacabana, Bolivia. Una de las obras religiosas, más destacadas en Latinoamérica.

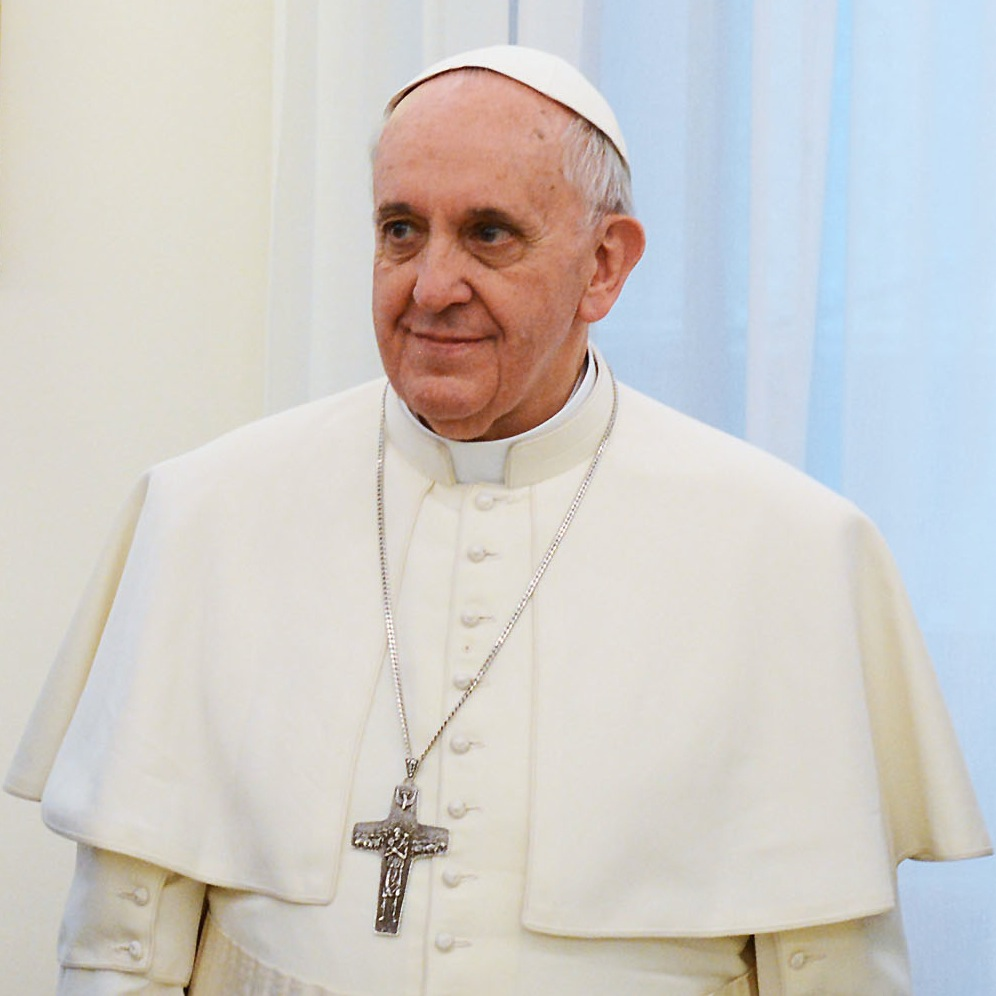
Francisco, nacido en Buenos Aires, Argentina, se convirtió en el primer papa nacido en América Latina.

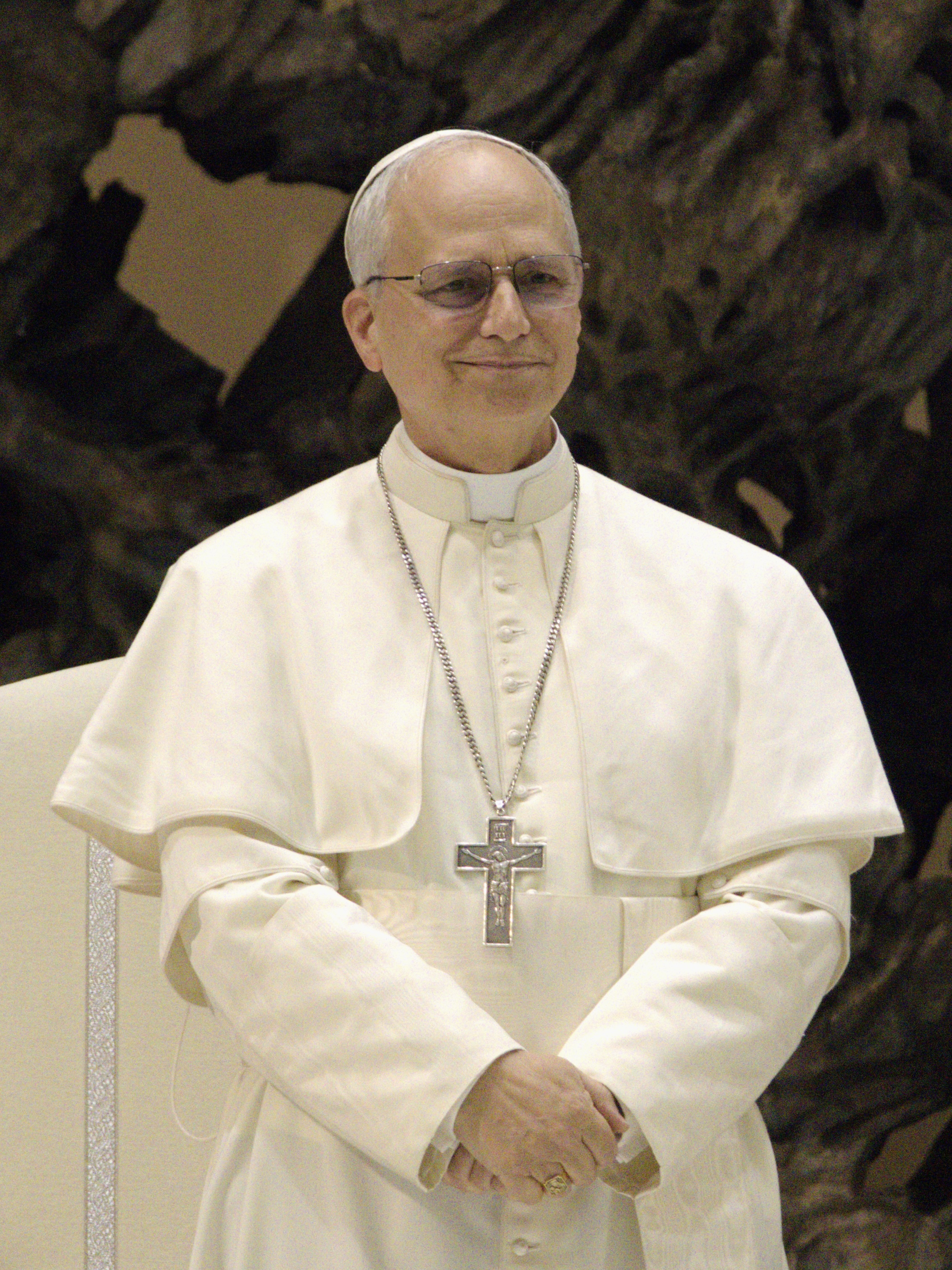
León XIV, nacido en Chicago, Estados Unidos con una parte de ascendencia dominicana y nacionalizado como peruano, es considerado también por algunos como el segundo Papa Latinoamericano.

Desde hace varias décadas, la REVISTA CLAR, se ha constituido un medio de actualización, reflexión y formación teológica, dirigida especialmente a los religiosos de la región latinoamericana y caribeña. Actualmente cuenta con un excelente equipo de teólogos asesores de la CLAR, quienes garantizan que la Revista sea un referente permanente para la Vida Religiosa en América Latina y el Caribe.
En la historia de los 500 años de evangelización en América Latina y el Caribe, ha tenido un factor sustancial en la presencia evangelizadora de múltiples congregaciones de vida religiosa, femeninas y masculinas. Gran parte del proceso de la evangelización y la formación cultural de los pueblos latinoamericanos y caribeños, ha sido deudora de la presencia y acción de todas las religiosas y religiosos de la región. 
Según la CLAR faltan precisiones sobre los datos estadísticos de los últimos años realizados, pues según las estadísticas se calcula que en América Latina y el Caribe, las religiosas son aproximadamente unas 110.000 fieles y los religiosos unos 50.000 fieles.
En algunos países es alto el porcentaje de religiosas y de religiosos extranjeros que se prestan a tener un generoso servicio a la evangelización del continente. Se calcula también, que las religiosas y religiosos constituyen en América Latina cerca del 70%, ambos agentes dedicados a la actividad pastoral. Un buen número de ellas y de ellos pertenecen a institutos surgidos en los diversos países del continente. 
Sin embargo, una gran concentración de religiosos y religiosas se encuentran al servicio de las clases acomodadas. En los últimos años, la vida religiosa en América Latina fue particularmente sensible a las directrices emanadas del concilio Vaticano II, de las conferencias de Medellín en Colombia y de Puebla en México y de las constituciones renovadas de las diferentes instituciones. 
El camino recorrido, ha encontrado apoyo e impulso importante en las iniciativas surgidas de las conferencias nacionales y de la CLAR. Estos organismos han acompañado muy de cerca el proceso de renovación mediante seminarios, cursos de formación, asesoramiento teológico, publicaciones, talleres, asambleas y entre otras actividades. Con varias colaboraciones dedicados a la vida religiosa, se enriqueció para ofrecer una respuesta más adecuada a los desafíos provenientes de la iglesia católica y de la comunidad.
Finalmente para el organismo, fue importante que la vida religiosa sea considerada una reflexión sobre otras formas de vida evangélica menos institucionalizadas. Esto llevó al organismo a profundizar en otros modos de vida religiosa, que han existido en los países de la región (ermitanos, anacoretas, peregrinos, beatos, fraternidades), que han sido considerados focos de espiritualidad y de promoción popular. 
Desde su fundación en 1959, el organismo ha representado un significativo aporte sobre las búsquedas teológicas del Continente, al igual que sus compromisos y opciones a favor de los más pobres o humildes. Al retomar la memoria y sus aportes a la teología latinoamericana y caribeña, tuvo un cambio de época, pues la CLAR continúa estimulando el diálogo con los sujetos emergentes y con los nuevos escenarios, para discernir y responder a los retos y desafíos de estos últimos tiempos, desde su identidad denominada místico-profética.
La CLAR al presentar sus proyectos, a los religiosos de Alemania, España, Suiza, Francia, Italia, Reino Unido, Japón, Estados Unidos, Canadá y otros superiores generales, tuvieron la alegría de encontrar en este organismo una admirable disponibilidad para colaborar con los religiosos de América Latina, en el esfuerzo de hacer viva en la historia de la evangelización del continente americano y las obras de caridad y misioneras. 
La Confederación Latinoamericana y Caribeña de Religiosos (CLAR) y las Conferencias Nacionales de Religiosos de América Latina, han realizado varias invitaciones a todos los religiosos de diferentes países, para reunirse y continuar con sus labores de seguir fortaleciendo la fe católica en la región. Uno de ellos fue también, de movilizarse para realizar una edición especial de la Biblia como la Biblia Latinoamericana, en la que fue denominada como Acción, Palabra y Vida según el organismo. Con el amplio trabajo de divulgar este libro sagrado en los medios populares de los países de América Latina, dirigido especialmente a los fieles que profesan la religión católica, esto gracias con la ayuda de los religiosos con sus inestimables aportes.
La Secretaría General de la CLAR reside actualmente en Bogotá, Colombia desde 1970.